# 일본국 헌법 제50조
일본국 헌법 제50조(일본어: 日本国憲法第50条)은 일본국 헌법 제4장 "국회"의 조문 중 하나이다. 국회의원의 불체포특권에 대해 규정하고 있다.

## 조문
일본국 헌법 제50조
양 의원(議院)의 의원(議員)은 법률이 정하는 경우를 제외하고는 국회의 회기 중 체포되지 아니하며, 회기 전에 체포된 의원(議員)은 그 의원(議院)의 요구가 있으면 회기 중에 이를 석방하여야 한다.

## 해설
본조 외에도 국회법 제33조에서는 국회의원을 현행범인 경우를 제외하고는 회기 중 국회 각 원의 동의가 없으면 체포할 수 없도록 규정하고 있다.